# Estación de Iráuregui (FC del Cadagua)
Iráuregui o Iráuregui-Cantábrico  es el nombre de una estación ferroviaria clausurada situada en el barrio de Iráuregui en el municipio español de Alonsótegui, en el País Vasco. Perteneció a la línea Santander-Bilbao, estando operativa entre 1890 y 1975. En la actualidad se conserva el edificio de viajeros y parte del andén.

## Historia

### Inicios
El proyecto definitivo del tren en la cuenca del río Cadagua fue presentado en mayo de 1888 por los ingenieros Víctor Chábarri, Manuel Allendesalazar, Enrique Aresti y Ramón Bergé, aprobándose en julio de ese mismo año y constituyendo la Compañía del Ferrocarril del Cadagua el 2 de julio de 1888 al efecto. La línea debía partir en el barrio bilbaíno de Zorroza, en la parada de la línea de Bilbao a Portugalete. El 27 de agosto de 1890 fue inaugurada la línea provisionalmente (y con ello la estación), en presencia de Práxedes Mateo Sagasta, si bien la apertura al público no se produjo hasta el 5 de diciembre del mismo año.
En 1893 se constituyó la Compañía del Ferrocarril de Zalla a Solares, como paso previo a su integración en 1984 en la Compañía del Ferrocarril de Santander a Bilbao. El 6 de junio de 1896 quedó inaugurada la conexión desde Zalla con Santander, si bien los viajes directos entre ambas capitales sólo pudieron llevarse a cabo desde unos días después, cuando se culminó el cambio de ancho ibérico a métrico entre Solares y Santander la noche del 19 al 20 de junio de 1896.
El 7 de julio de 1894 la Compañía del Ferrocarril de Cadagua se integró en la Compañía del Ferrocarril de Santander a Bilbao. Desde el 11 de agosto de 1894 se produjo un incremento de tráfico por el enlace con el Ferrocarril Hullero de La Robla a Valmaseda, una situación que se prolongó hasta el 1 de diciembre de 1902, fecha en el que esta última compañía ferroviaria abrió al tráfico su propio enlace hasta Luchana, en la ría de Baracaldo para evitar el pago de peajes, conectando así con la línea de Bilbao a Portugalete, germen de la actual C-1 de Cercanías de Bilbao. 
En 1902 se ampliaron las instalaciones de la estación, para mejorar la explotación minera y en 1905 se autorizó la doble vía entre Santa Águeda y la estación.

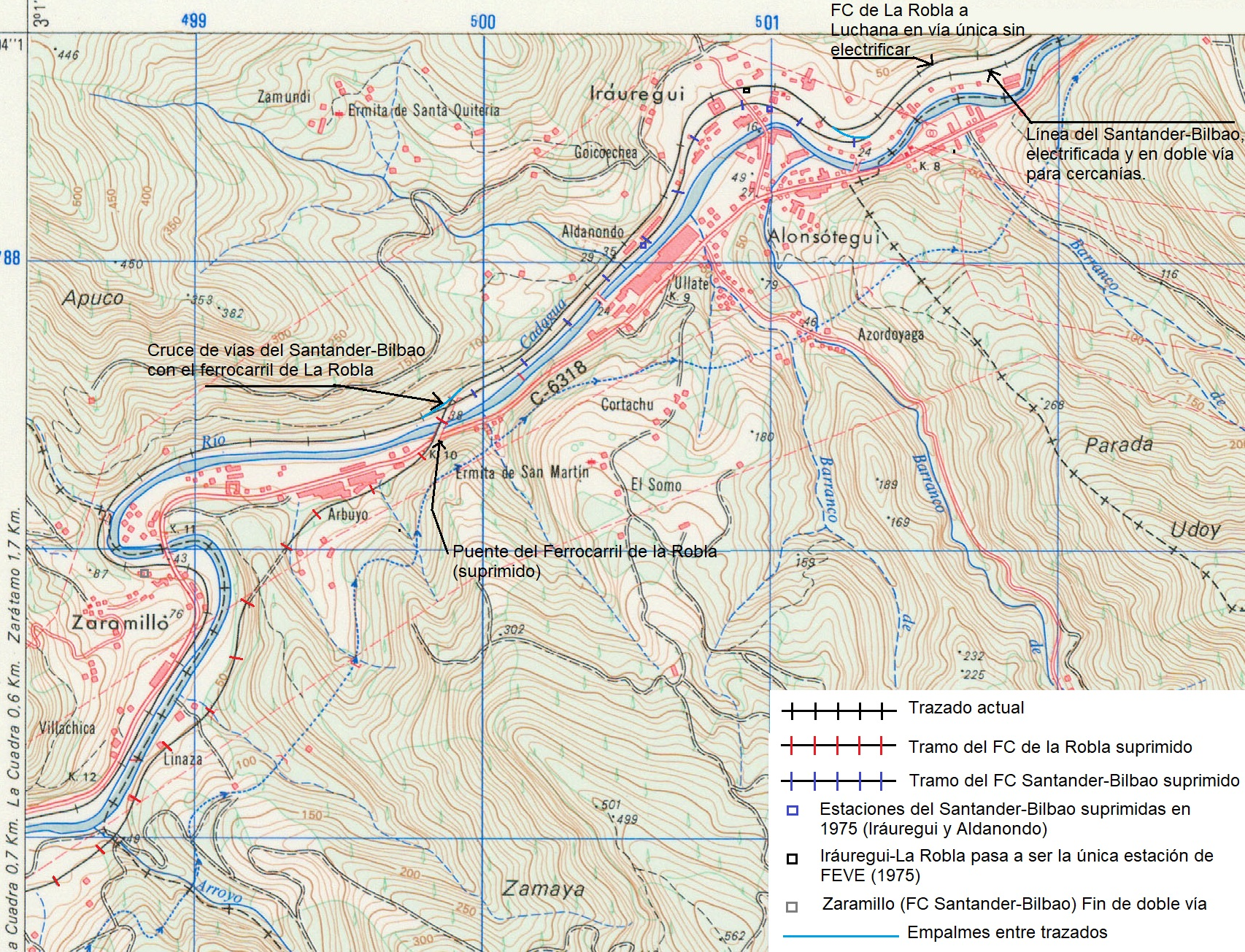
Evolución de las líneas ferroviarias en el municipio de Alonsótegui.

 Por discrepancias con la Compañía del Ferrocarril de Santander a Bilbao, la Compañía de los Ferrocarriles de La Robla estableció entre sus estaciones de Aranguren e Iráuregui, en enero de 1911, un nuevo tramo fundamentalmente en la orilla derecha del Río Cadagua, para evitar compartir las vías, lo que no impidió que debiera cruzarlas al sur de la antigua estación de Aldanondo. El acuerdo entre ambas compañías posibilitó que los trenes de la Compañía de los Ferrocarriles de La Robla pudieran partir directamente desde Bilbao sin transbordo hasta La Robla (León). El 15 de enero de 1911 se habilitó el servicio directo de La Robla a Bilbao, con el enlace entre las estaciones de Iráuregui-La Robla y esta estación. Esta conexión (ver mapa) se mantuvo hasta la intervención de FEVE en 1975.

### Guerra Civil, decadencia y cierre
Estallada la Guerra Civil y desde el año 1936 hasta la caída de Bilbao, el 19 de junio de 1937, las instalaciones pasaron a ser gestionada por los Ferrocarriles de Euzkadi, manteniéndose el servicio durante la contienda sin interrupciones significativas. Desde el 1 de agosto de 1962 el ente estatal Explotación de Ferrocarriles por el Estado (EFE) se hizo cargo de la línea Santander-Bilbao, incluyendo a esta estación, siendo transferido a FEVE en 1965. La Compañía de los Ferrocarriles de la Robla siguió manteniendo su tendido casi paralelo desde Luchana a Valmaseda, pero tras entrar en pérdidas a finales de los 60 debido a la disminución de pasajeros, se declaró en quiebra, renunció a la explotación y acabó siendo también transferida a FEVE el 6 de marzo de 1972. 
Al darse la circunstancia de poseer ambos ferrocarriles en el valle del río Cadagua, FEVE resolvió en 1975 mantener el enlace de las líneas Bilbao-León y Bilbao-Santander en la estación de Aranguren, volviendo a la situación anterior a 1911. A partir de entonces, los trenes procedentes de León o Santander llegan a Iráuregui por las mismas vías, quedando la variante hasta Luchana sólo para trenes de transporte de mercancías, ya en vía única de ancho métrico sin electrificar y desmantelando el resto de las líneas de la antigua Compañía de los Ferrocarriles de La Robla entre Valmaseda e Iráuregui. La actuación incluyó eliminar un tramo de vía de la Compañía del Ferrocarril de Santander a Bilbao en Iráuregui, así como su propia estación, más próxima al cauce del Cadagua que la del FC de la Robla.

## La estación
Perteneció a las estaciones originales de la línea. Formó parte del trazado original de la línea férrea de ancho métrico que unía Santander con Bilbao. Actualmente sólo es visible el antiguo edificio de viajeros. De reducidas dimensiones y una sola planta, cuenta con dos vanos a a las vías y tejado a dos aguas en sentido longitudinal a las mismas. Por la parte trasera hay un fuerte desnivel, al estar el trazado a media ladera. También se conserva buena parte del andén, no así el tendido ferroviario, siendo asfaltado y convertido en calle en la mayor parte del casco urbano. 